# Rodger Young

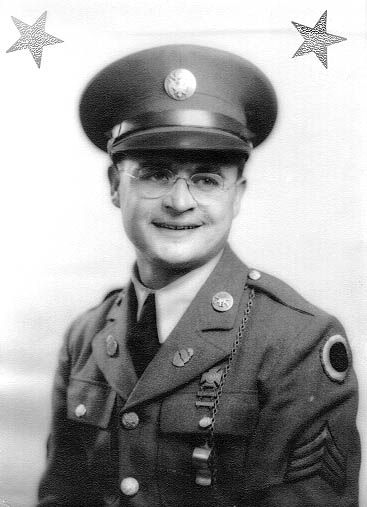
Rodger Young en uniforme de sargento

Rodger Wilton Young (Tiffin, Ohio, 28 de abril de 1918 - Munda, Nueva Georgia, Islas Salomón, 31 de julio de 1943) fue un soldado de infantería del ejército estadounidense durante la Segunda Guerra Mundial. Nacido en una pequeña ciudad de  Ohio, Young sufrió una lesión deportiva en la escuela secundaria, de resultas de la cual quedó casi sordo y ciego. A pesar de ello, ingresó a la Guardia Nacional de Ohio. Movilizado en razón del ingreso de los Estados Unidos en la contienda, fue asignado al Teatro del Pacífico. En 1943, durante una operación de desembarco en las Islas Salomón, Young cubrió la retirada de su pelotón ante una emboscada japonesa, y murió en la acción.
Fue galardonado póstumamente con la más alta condecoración militar de los Estados Unidos, la Medalla de Honor.
Su legado inspiró The Ballad of Rodger Young, una canción escrita por Frank Loesser en la cual se elogia el coraje de los soldados de infantería estadounidenses.
En la novela de ciencia ficción Tropas del espacio (1960) de Robert A. Heinlein una nave lleva su nombre.